# Fredius stenolobus
Fredius stenolobus is een krabbensoort uit de familie van de Pseudothelphusidae. De wetenschappelijke naam van de soort is voor het eerst geldig gepubliceerd in 1994 door Rodríguez & Suárez.